# Bulbophyllum henanense
Bulbophyllum henanense é uma espécie de orquídea (família Orchidaceae) pertencente ao gênero Bulbophyllum. Foi descrita por J.L.Lu em 1992.